# Out of the Black
Albums de Boys Noize
Power
(2009)
Out of the Black est le troisième album du producteur de musique électronique allemand Boys Noize. Il est paru le 16 octobre 2012.

## Liste des pistes
| No  | Titre                 | Durée |
| --- | --------------------- | ----- |
| 1.  | What You Want         | 5:12  |
| 2.  | XTC                   | 4:38  |
| 3.  | Missile               | 4:38  |
| 4.  | ICH R U               | 5:23  |
| 5.  | Rocky 2               | 3:18  |
| 6.  | Circus Full of Clowns | 3:36  |
| 7.  | Conchord              | 6:09  |
| 8.  | Touch It              | 3:27  |
| 9.  | Reality               | 7:00  |
| 10. | Merlin                | 7:08  |
| 11. | Stop                  | 4:57  |
| 12. | Got It                | 3:12  |